# أيون (روسيا)

أيون هي بلدة تقع في أوكروغ تشوكوتكا الذاتية،روسيا.بلغ عدد سكان البلدة 252 نسمة.